# Kruno Krstić
Kruno Krstić, właściwie Krunoslav Krstić (ur. 13 listopada 1905 w Zadarze, zm. 6 grudnia 1987 w Zagrzebiu) – jugosłowiański i chorwacki socjolog, filozof, psycholog, leksykograf oraz encyklopedysta.

## Życiorys
W 1926 roku ukończył szkołę średnią z Zadarze, cztery lata później ukończył studia z zakresu psychologii i italianistyki na Uniwersytecie w Zagrzebiu. Wyjechał następnie do Francji, gdzie odbył studia z filologii francuskiej oraz klasycznej, a w 1937 roku obronił pracę doktorską pod tytułem Psihologija i njen predmet: perspektivna polimorfnost predmeta psihologije.
Pracował w szkołach średnich w Zagrzebiu, Sisaku i Osijeku jako nauczyciel. W 1940 roku pełnił funkcję urzędnika oświatowego Banowiny Chorwacji, a w latach 1943–1945 ponownie nauczał w Zagrzebiu. W maju 1945 roku wyemigrował do Austrii, jednak pół roku później wrócił do Zagrzebia. Został zatrudniony na stanowisku asystenta na Uniwersytecie w Zagrzebiu, był następnie bibliotekarzem Archiwum Historycznego w Zadarze, a od 1951 roku pracował w Instytucie Leksykografii im. Miroslava Krležy.

## Prace[4][3]
- Konstitutivni elementi lirike (1933)
- Albert Bazala (1937)
- Hrvatski književni jezik (1940)
- Povijesni put hrvatskoga književnog jezika (1940)
- Hrvatski pravopis (1941; współautor)
- Problem prvih podataka u znanosti (1941)
- Naša domovina 1 (1943)
- Skok u cjelinu (1944)
- Filozofija i jezik (1944)
- Narod, država, nacionalizam (1945)
- Rječnik govora zadarskih Arbanasa (1987)

## Upamiętnienie
W 1992 roku został patronem szkoły podstawowej w Zadarze.